# Charles-François Fontannes
Pour les articles homonymes, voir Fontannes.
Charles-François Fontannes, né le 16 septembre 1839 à Lyon où il est mort le 29 décembre 1886, est un géologue de la fin du XIXe siècle, alors réputé et reconnu dans toute l’Europe pour ses nombreux travaux et ouvrages. Il fut fait Chevalier de l’Ordre de St Maurice et St Lazare (Espagne) et fut récipiendiaires d’autres Ordres conférés par divers gouvernements étrangers. En reconnaissance de ses importantes recherches, l’Académie des Sciences l’honora du Grand Prix des Sciences physiques en 1883. Depuis 1888, un prix porte son nom.

## Biographie
Charles-François Fontannes nait à Lyon en 1839, où il obtient son baccalauréat à 16 ans.
Il étudie en Allemagne puis en Angleterre et retourne à Lyon pour y commencer une carrière commerciale. Il n’entreprend des recherches géologiques que de retour à Lyon après avoir été retenu en Allemagne après la guerre de 1870. Après avoir accompagné Louis Lortet dans un voyage en Grèce, il décide de suivre les cours de géologie de la Faculté des sciences de Lyon et y fréquente le Muséum d'histoire naturelle.
Il se fait remarquer en 1875 par son Étude sur le vallon de la Fuly qui est le premier ouvrage d'une longue série d'Études stratigraphiques et paléontologiques pour servir à l'histoire de la période tertiaire dans le bassin du Rhône (1875-1885). Cette série de huit mémoires constitue une œuvre riche dans laquelle Fontannes décrit principalement les dépôts néogènes de la vallée du Rhône et de ses annexes, sans oublier ses travaux sur le « groupe d'Aix » dans lequel il s'intéresse également à l'Éocène et à l'Oligocène, étendant ses investigations jusqu'au Bas-Languedoc. En complément à ses études stratigraphiques, Fontannes publie aussi, par fascicules, deux volumes de recherches paléontologiques sur Les mollusques pliocènes de la vallée du Rhône et du Roussillon (1879-1883). 
Travailleur acharné, François Fontannes meurt prématurément à l'âge de 47 ans en décembre 1886, des suites d'une maladie contractée sur le terrain après des pluies torrentielles en novembre 1886.

## Prix Fontannes
Il est fondé en 1888 par un legs de Charles-François Fontannes à la Société Géologique de France et est destiné à récompenser l'auteur français du meilleur travail stratigraphique publié pendant les cinq années précédentes.
Il est décerné tous les deux ans sous forme d'une médaille (Ami Boué).
Il récompense actuellement des recherches consacrées au thème « Terre surface ».